# Meteoritenfall Schönenberg (1846)
Koordinaten: 48° 21′ 0″ N, 10° 24′ 0″ O
Der Meteoritenfall Schönenberg bezeichnet ein Impaktereignis in Deutschland.
In der Weihnachtszeit im Jahre 1846 ging im schwäbischen Schönenberg im Mindeltal ein Meteorit nieder. Noch im rund 20 Kilometer entfernten Biberach klirrten in mehreren Wohnungen die Fenster. Das Getöse ähnelte den Tönen einer Pauke, verursachte aber einen Lärm, „als ob 20 Tambours den Generalmarsch schlügen“.

## Fallberichte

### Lehrer Christian Landbeck
„Es hatte am 25. December 1846 Vormittags stark geschneit, der Himmel war trüb und umwölkt und das Thermometer zeigte den Gefrierpunkt. Um 2 Uhr Nachmittags wurde ich und meine Familie durch vier langsam aufeinander folgende, Kanonenschüssen ähnliche Explosionen überrascht. Ich war eben im Begriffe, meine Verwunderung über die ungewöhnliche Zeit und den Ort, wo diese Kanonade stattzufinden schien, zu äussern, als dieselbe aufs Neue begann und in raschem Tempo auf einander folgte, dass man unwillkürlich an das Getöse eines fernen Manövers erinnert wurde. So mochten etliche und zwanzig bis dreissig Schläge erfolgt sein, als das Kanoniren aufhörte und ein Trommeln oder Pauken begann, welches den Tönen einer F Pauke sehr ähnlich war, aber einen Lärm verursachte, als ob 20 Tambours den Generalmarsch schlügen, so dass meine Hunde fast von den Ketten rissen und heftig zu bellen anfingen. Während des Trommelns eilten wir alle an die Fenster, indem wir das Anrücken von Militär oder einer Comödiantenbande erwarten zu müssen glaubten; da merkten wir aber, dass der Lärm über mein Haus hin ziehend aus der Luft kam und entweder einem Gewitter oder Meteorsteinfall seine Entstehung zu verdanken haben müsse. Den Schluss der ganzen Erscheinung, die etwa 3 Minuten gedauert hatte, bildete ein langes gezogenes Sausen und Klingen, welches dem Tone ferner Trompeten zu vergleichen war. Das Gewölke hatte aber in der Folge der heftigen Lufterschütterung zu gleicher Zeit in der Richtung der Meteorbahn einen Riss bekommen, durch welchen die Sonne hervortrat und die übrigen Wolken auflöste. Während wir über die höchst sonderbare Naturerscheinung unsere Vermuthungen gegen einander äusserten, kam ein Eilbote von dem ½ Viertelstunde entlegenen Dörfchen Schönenberg angesprungen, und brachte mir die Nachricht, dass in einem am östlichen Abhang des Ortes gelegenen Garten, von dem erwähnten Geräusche begleitet, ein grosser Stein aus der Luft in die Erde gefahren sei und immer tiefer hineinschlüpfe. Ich begab mich natürlich eilendst auf den Fundort, wo schon die halbe Gemeinde versammelt war und ihre Verwunderung in den sonderbarsten Vermuthungen aussprach. Viele Einwohner von Schönenberg, königl. bayr. Landgerichts Burgau, auf dem Bergzuge zwischen den Flüsschen Kamel und Mindel gelegen, hatten das Getöse im Freien über ihren Köpfen vernommen und wurden dadurch so in Schrecken versetzt, dass sie das Anbrechen des jüngsten Gerichts erwarteten und in ihrer Todesangst sich in den tiefen Schnee niederdrückten; die Wirthin und ein Bürger, Leopold Weckherlin, sahen aber eine faustgrosse schwarze Kugel über ihre Köpfe hinsausen und letzterer bemerkte sogar das Niederfallen derselben unterhalb seines Hauses im Grasgarten des Bartholomäus Emminger, welches mit einer solchen Heftigkeit erfolgte, dass der fest gefrorene Lehmboden zwei Fuss tief durchschlagen und die Erde weit umher geschleudert wurde. Weckherlin begab sich sogleich an das eingeschlagene Erdloch und bemerkte dabei einen ziemlich starken Schwefelgeruch, welcher auch bei meiner Ankunft noch nicht ganz verflogen war. Der Stein zeigte, nachdem er nicht ohne Aengstlichkeit ausgegraben war, noch eine etwas erhöhte Temperatur und mochte wohl ziemlich warm niedergefallen sein. …
Nach der Ansicht verschiedener Ohrenzeugen ist es höchst wahrscheinlich, dass in den oberen Theilen der hiesigen Gegend, sowohl im Mindel- als Kamelthal, noch mehrere Meteorsteine gefallen sind, indem das oben erwähnte, den Fall begleitende Sausen und Klingen an verschiedenen Stellen ganz in der Nähe gehört wurde, obgleich bis jetzt kein weiterer Stein aufgefunden worden ist.“

### Karl Emil von Schäfhäutl
Der angesehene Ingolstädter Geologe Karl Emil von Schafhäutl (1803–1890) beschreibt im Jahr darauf den Fall ähnlich. Er war Mitglied der Bayerischen Akademie der Wissenschaften, Gründer des Geognostischen Kabinetts und Professor der Geologie, Bergbau und Hüttenkunde. Auch er dokumentiert, dass das Donnern im Umkreis von 60 Kilometern gehört worden sei, zum Beispiel zu Kirchberg, Ulm, Ehingen, Biberach, und dass in Biberach in mehreren Wohnungen die Fenster klirrten.

## Beschreibung von Otto Buchner
Der Stein wurde für 500 Gulden (heute rund 12.500 Euro) für die Sammlung in München gekauft. Das berichtete Otto Buchner 1863. Buchner war ein unermüdlicher Meteoritenjäger, der sich zum Ziel gesetzt hatte, alle damals bekannten Meteoriten der Welt in einem Buch aufzulisten. Er schrieb Museen, Institute und Privatleute an und erhielt von 59 öffentlichen und 30 privaten Sammlungen Inventarlisten mit 185 Meteoriten aus aller Welt, darunter auch den Schönenberger:

„Die Oberfläche ist uneben und mit einer schwarzen Rinde bedeckt. Das Innere, das an den hervorragendsten Ecken beim Ausgraben durch kleine Verletzungen aufgeschlossen wurde, hat Aehnlichkeit mit einem feinkörnigen Dolomit mit einzelnen Metallflitterchen. […] Die Hauptmasse ist leicht mit den Fingern zu zerbröckeln und zu Sand zu zerreiben und wirkt auf die Magnetnadel. Man unterscheidet einen weissen feinkörnigen Bestandtheil, einen gelblichen und einen grünlichen. Schwefeleisen tritt in einzelnen kleinen Körnchen auf, ebenso ist silberglänzendes Nickeleisen in gefransten Blättchen gleichmässig eingesprengt.“

Allerdings, so Buchner weiter, dürfe nichts davon abgetrennt werden. Dieses ist in seinen Augen höchst bedauerlich, denn: Solange der Stein nicht genauer untersucht, durchgeschnitten und analysiert wird, ist es ein für die Wissenschaft nur entdeckter, nicht gehobener Schatz.
Buchner hatte bei seiner Arbeit mit vielen Beschwerlichkeiten zu kämpfen. Vergleichende Studien seien ihm außerordentlich erschwert, denn einmal ist das Material in vielen Sammlungen zerstreut, ohne dass man weiß, wo man es suchen kann, dann aber ist die Literatur noch viel zerstreuter, so dass es große Schwierigkeiten macht, alle Quellen zu finden und manchmal geradezu unmöglich ist, eine oder die andere derselben nachzuschlagen. Noch schlimmer für ihn war, dass auch manche absichtliche oder unabsichtliche Irrthümer mit unterliefen. Backsteine, Eisensauen, selbst von Ratten angefressene Rhabarberwurzeln wurden als Meteoriten beschrieben, abgebildet und analysirt.

## Reste des Schönenberg Meteorits
Der größte Teil des Steines mit noch beeindruckenden 8 Kilogramm wurde im Krieg zerstört. Er hatte in der Mineralogischen Sammlung gelagert, die entgegen dem Rat vieler Beteiligter von der damaligen Sammlungsleitung nicht ausgelagert wurde. Im April 1944 wurde sie bei einem Luftangriff zerstört und der größte Teil des Bestands vernichtet. Heute befindet sich immerhin wieder ein kleines, 1,27 Gramm schweres Stück im Besitz der Münchner Staatssammlung (SNSB). In Paris (Muséum national d’histoire naturelle, MNHN) befindet sich mit 88 Gramm (nach anderen Angaben 135 g) das größte noch erhaltene Bruchstück des Meteoriten. In Budapest (Hungarian Natural History Museum, MTTM) befindet sich ein Stück mit 80 Gramm, in Massachusetts, USA ein Fragment mit 54 Gramm. Viele Museen, darunter auch das Museum für Naturkunde in Berlin und auch der Vatikan, haben Gramm-Proben des Meteoriten.